# Józef Stępień (piłkarz)
Józef Stępień (ur. 21 stycznia 1912 we Wieprzu, zm. 16 maja 1948 w Zabrzu) – polski piłkarz, występujący na pozycji napastnika.
Stępień był wychowankiem Koszarawy Żywiec, w której występował w latach 1928–1936. W sezonie 1936 zasilił grającą wówczas w A klasie Cracovię. W eliminacjach krajowych o wejście do I ligi Stępień strzelił dziewięć bramek w dziewięciu rozegranych spotkaniach, zaś „Pasy” awansowały do najwyższej klasy rozgrywkowej. W 1936 roku tryumfował z reprezentacją Krakowa w Pucharze Prezydenta Rzeczypospolitej Polskiej. W sezonie 1937 Stępień zadebiutował w rozgrywkach I ligi, co miało miejsce 4 kwietnia 1937 roku w zremisowanym 1:1 meczu z ŁKS–em Łódź, natomiast premierową bramkę zdobył 18 kwietnia 1937 w wygranym 5:0 spotkaniu rewanżowym. Cracovia będąca wtenczas beniaminkiem, zdobyła tytuł mistrza Polski. W sezonie 1939 Stępień został zawodnikiem Warszawianki, gdyż „Pasy” zerwały z nim współpracę po przebytej kontuzji. W barwach Warszawianki zadebiutował 11 czerwca 1939 roku w przegranej 4:2 rywalizacji z Wartą Poznań, zaś pierwszą bramkę dla nowego klubu strzelił 20 sierpnia 1939 roku w przegranym 4:2 meczu z Wisłą Kraków. Po zakończeniu II wojny światowej Stępień reprezentował w 1945 roku macierzystą Koszarawę Żywiec.

## Statystyki klubowe
| Sezon | Klub         | Liga         | Statystyki | Statystyki |
| ----- | ------------ | ------------ | ---------- | ---------- |
| Sezon | Klub         | Liga         | Mecze      | Bramki     |
| 1936  | Cracovia     | El. o I ligę | 9          | 9          |
| 1937  | Cracovia     | I Liga       | 3          | 1          |
| 1938  | Cracovia     | I Liga       | 4          | 0          |
| 1939  | Warszawianka | I Liga       | 4          | 1          |
| Razem | Razem        | Razem        | 20         | 11         |

## Sukcesy

### Cracovia
- Mistrzostwo Polski w sezonie 1937

### Reprezentacja Krakowa
- Puchar Prezydenta Rzeczypospolitej Polskiej w 1936 roku